# Obrzański Kanał Północny
Obrzański Kanał Północny – kanał wodny, zbierający część wód rzeki Mogilnicy. W okolicy Łęk Małych Mogilnica rozdziela swe wody na Kanał Prut i na Północny Kanał Obry. Obecnie woda w początkowym biegu Północnego Kanału Obry jest szeroka na 20–30 cm. Natomiast koryto, którym powinien płynąć, ma 5–8 metrów.